# Shmita
Shmitá (sau Șmitá, în ebraică:שמיטה, se mai numește Shviyit „שביעית” ) este anul sabatic, ultimul an din ciclul agricol de șapte ani, când conform legislației agricole și economice iudaice antice pământurile cultivate din Țara lui Israel sunt lăsate nelucrate, în pârloagă, iar datoriile sunt abolite. Anul de shmitá este prevazut în Tora sau Pentateuh, parte fundamentală a Bibliei ebraice.    
În acest an terenurile agricole trebuiau lăsate în odihnă, într-o anumită măsură, așa cum, după cerințele religiei iudaice antice și a iudaismului ortodox din zilele noastre, oamenii trebuie să se odihnească în a șaptea zi a săptămânii, sâmbăta sau Sabatul (Shabat).
Această poruncă religioasă apare în mai multe rânduri în Cărțile lui Moise, Tora: 
De pildă în cartea Leviticului 24, 4-5:
„Iar anul al șaptelea să fie an de odihnă a pământului, odihna Domnului; ogorul tău să nu-l semeni și via ta să n-o tai în anul acela. Ceea ce va crește de la sine pe ogorul tău să nu seceri și strugurii de pe vițele tale netăiate să nu-i culegi, ca să fie acest an de odihnă pentru pământ”
În timpul anului de shmitá sau sabatic, orice activitate agricolă în genul aratului, semănatului, săditului și culesului sunt prohibite de legea religioasă iudaică Halahá. Anumite munci ca de pildă irigația, fertilizarea, îngrășarea pământului, plivitul, pulverizarea de insecticide, tăierea de crengi, cositul, sunt permise uneori numai ca măsuri de prevenire a unor daune, nu în scopul îmbunătătirii creșterii plantelor și copacilor. 
Toate roadele pământului din acestă perioadă devin „ale nimănui” - în ebraică „hefker” și pot fi strânse de oricine.
Diferite legi antice se referă la vânzarea și folosirea roadelor din anul de shmitá.
Toate datoriile, cu excepția celor ale străinilor, erau abolite.(Deuteronom 15, 1-11ׁׂ)
Capitolul 25 din Levitic promite recolte bogate celor care au respectat anul sabatic și descrie păzirea poruncilor cu privire la anul sabatic ca o probă de credință. În narațiunea biblică sunt puține mențiuni ale observării acestor comandamente.

## Anii Sabatici
| Calendar ebraic | Calendar gregorian                                                                 |
| --------------- | ---------------------------------------------------------------------------------- |
| 5761            | după apusul soarelui 29 septembrie 2000 până la apusul soarelui 17 septembrie 2001 |
| 5768            | după apusul soarelui 12 septembrie 2007 până la apusul soarelui 29 septembrie 2008 |
| 5775            | după apusul soarelui 24 septembrie 2014 până la apusul soarelui 13 septembrie 2015 |
| 5782            | după apusul soarelui 6 septembrie 2021 până la apusul soarelui 25 septembrie 2022  |
| 5789            | după apusul soarelui 20 septembrie 2028 până la apusul soarelui 9 septembrie 2029  |
| 5796            | după apusul soarelui 3 octombrie 2035 până la apusul soarelui 21 septembrie 2036   |
| 5803            | după apusul soarelui 14 septembrie 2042 până la apusul soarelui 4 octombrie 2043   |
| 5810            | după apusul soarelui 26 septembrie 2049 până la apusul soarelui 16 septembrie 2050 |
| 5817            | după apusul soarelui 10 septembrie 2056 până la apusul soarelui 28 septembrie 2057 |
| 5824            | după apusul soarelui 23 septembrie 2063 până la apusul soarelui 10 septembrie 2064 |
| 5831            | după apusul soarelui 5 septembrie 2070 până la apusul soarelui 23 septembrie 2071  |
| 5838            | după apusul soarelui 17 septembrie 2077 până la apusul soarelui 7 septembrie 2078  |
| 5845            | după apusul soarelui 29 septembrie 2084 până la apusul soarelui 19 septembrie 2085 |
| 5852            | după apusul soarelui 12 septembrie 2091 până la apusul soarelui 1 octombrie 2092   |
| 5859            | după apusul soarelui 26 septembrie 2098 până la apusul soarelui 14 septembrie 2099 |